# Wendlandia sibuyanensis
Wendlandia sibuyanensis är en måreväxtart som beskrevs av John Macqueen Cowan. Wendlandia sibuyanensis ingår i släktet Wendlandia och familjen måreväxter. Inga underarter finns listade i Catalogue of Life.